# レオン・デュギー
レオン･デュギー（Léon Duguit、1859年2月4日 - 1928年12月18日）は、フランスの法学者。公法学者。

## 経歴
1859年2月4日、ジロンド県リブルヌに生まれる。ボルドー大学法学部を卒業後、1882年、カーン大学教授。1886年ボルドー大学法学部教授。1925年エジプト大学法学部学部長。

## 学説
社会学的な実証主義に基づき、伝統的な主権や権利という概念を形而上学的概念として退け、「社会連帯」（la solidarit sociale）という事実に基づく、 客観法（le droit objectif）を中心とする独自の法体系を築いた。
伝統的な国家法人説、国民主権論、権利論にたち、同じ大学の同僚でもあるアデマール・エスマンと論争を繰り広げたが、その体系の独自性からその影響力は限定的なものにならざるをえなかったとされている。

## 著作
- 『一般公法講義（Leçon du droit public général）』
- 『憲法概説（Trait de droit constitutionnel）』
- 『国家－客観法と実定法（L'État ; le droit objectif et la loi positive）』
- 『主権と自由（Souveraineté et liberté）』